# Franciszek Hodur
Franciszek Hodur (Żarki, 1º aprile 1866 – Scranton, 16 febbraio 1953) è stato un vescovo vetero-cattolico polacco.
Hodur fu il fondatore e il primo vescovo della Chiesa cattolica nazionale polacca. Hodur è nato nella domenica di Pasqua, il 1º aprile 1866, da Jan e Maria Hodur, nel villaggio di Żarki. Si iscrisse al seminario di Cracovia e studia presso l'Università Jagielloniana. Lasciò l'Europa nel dicembre del 1892 per gli Stati Uniti, dove sperò di servire gli immigrati polacchi. Hodur si è avvicinato alla diocesi di Scranton ed è stato inviato al seminario presso l'Arciabbazia benedettina di San Vincenzo a Latrobe. Il 19 agosto 1893 fu ordinato sacerdote nella Chiesa cattolica romana dal vescovo William O'Hara.
Quando emersero incomprensioni tra gli immigrati cattolici polacchi a Scranton, Nanticoke, Wilkes-Barre, Plymouth, Duryea e Dickson City e il loro vescovo irlandese-americano Michael Hoban, Hodur si recò invano a Roma nel gennaio del 1898 per chiedere rimedi alla Santa Sede. Ritornando negli Stati Uniti, ha incontrato i parrocchiani che aveva rappresentato e reso noto la sua decisione di non rimanere sotto la giurisdizione della Chiesa cattolica romana.
Hodur fu consacrato vescovo il 29 settembre 1907 da Gerardus Gul, l'Arcivescovo vetero-cattolico di Utrecht, assistito dal vescovo Jan Van Thiel di Haarlem e dal vescovo Peter Spitz di Deventer. Fu allora il primo vescovo della Chiesa cattolica nazionale polacca e consacrò altri vescovi, assicurando il mantenimento della successione apostolica.
Morì a Scranton. Il suo funerale è stato presieduto dal Vescovo Preside della Chiesa Episcopale Charles L. Street, dal vescovo ausiliare della Diocesi di Chicago e dal vescovo Frederick J. Warnecke della Diocesi di Betlemme, insieme ad altri prominenti capi della Chiesa Episcopale. È stato succeduto come Primo Vescovo da Leon Grochowski.

## Genealogia episcopale
La genealogia episcopale è:
- Cardinale Scipione Rebiba
- Cardinale Giulio Antonio Santori
- Cardinale Girolamo Bernerio, O.P.
- Arcivescovo Galeazzo Sanvitale
- Cardinale Ludovico Ludovisi
- Cardinale Luigi Caetani
- Vescovo Giovanni Battista Scanaroli
- Cardinale Antonio Barberini iuniore
- Arcivescovo Charles-Maurice le Tellier
- Vescovo Jacques Bénigne Bossuet
- Vescovo Jacques de Goyon de Matignon
- Vescovo Dominique Marie Varlet
- Arcivescovo Petrus Johannes Meindaerts
- Vescovo Johannes van Stiphout
- Arcivescovo Walter van Nieuwenhuisen
- Vescovo Adrian Jan Broekman
- Arcivescovo Jan van Rhijn
- Vescovo Gisbert van Jong
- Arcivescovo Willibrord van Os
- Vescovo Jan Bon
- Arcivescovo Johannes van Santen
- Arcivescovo Hermann Heykamp
- Vescovo Casparus Johannes van Rinkel
- Arcivescovo Gerardus Gul
- Vescovo Franciszek Hodur